# JDBC
Java Database Connectivity ou JDBC é um conjunto de classes e interfaces (API) escritas em Java que fazem o envio de instruções SQL para qualquer banco de dados relacional; Api de baixo nível e base para api’s de alto nível; Amplia o que você pode fazer com Java; Possibilita o uso de bancos de dados já instalados; Para cada banco de dados há um driver JDBC que pode cair em quatro categorias.

## Tipos de Drivers

### Tipo 1: Ponte JDBC-ODBC
É o tipo mais simples mas restrito à plataforma Windows. Utiliza CBDO para conectar-se com o banco de dados, convertendo métodos JDBC em chamadas às funções do ODBC. Esta ponte é normalmente usada quando não há um driver puro-Java (tipo 4) para determinado banco de dados, pois seu uso é desencorajado devido à dependência de plataforma.

### Tipo 2: Driver API-Nativo
O driver API-Nativo traduz as chamadas JDBC para as chamadas da API cliente do banco de dados usado. Como a Ponte JDBC-ODBC, pode precisar de software extra instalado na máquina cliente.

### Tipo 3: Driver Nativo
Traduz a chamada JDBC para um protocolo de rede independente do banco de dados utilizado, que é traduzido para o protocolo do banco de dados por um servidor. Por utilizar um protocolo independente, pode conectar as aplicações clientes Java a vários bancos de dados diferentes. É o modelo mais flexível e pode ser visto como um driver intermediário, pois também atua como Middleware. É mais utilizado para banco de dados antigos como estatais de governos.

### Tipo 4: Driver de Protocolo de Rede
Converte as chamadas JDBC diretamente no protocolo do banco de dados utilizado. Implementado em Java, normalmente é independente de plataforma e escrito pelos próprios desenvolvedores. É o tipo mais recomendado para ser usado.